# Wappenbuch

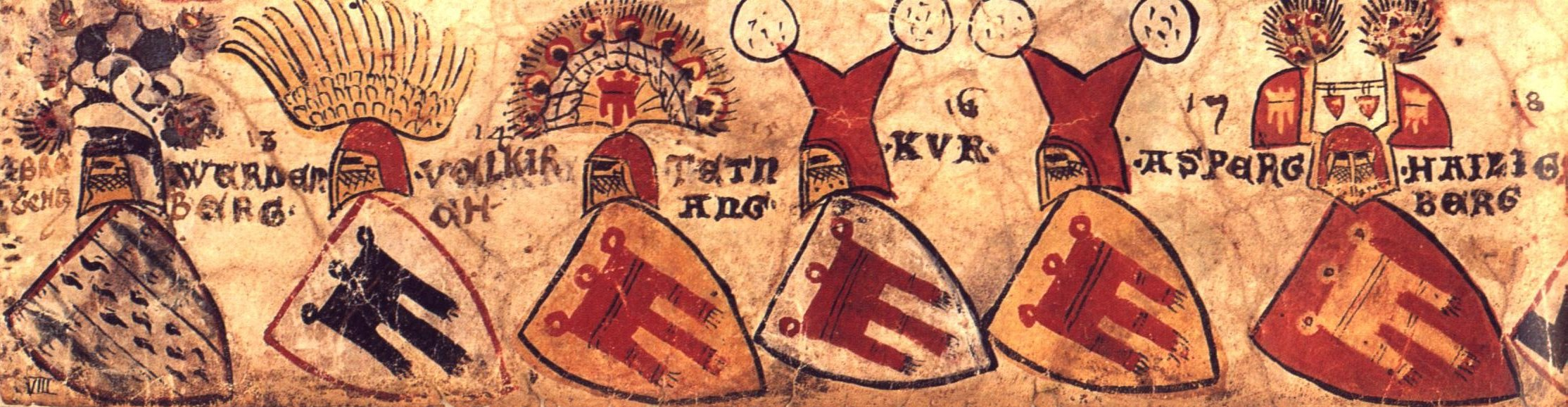
Zürcher Wappenrolle: Linien der Tübinger Pfalzgrafen

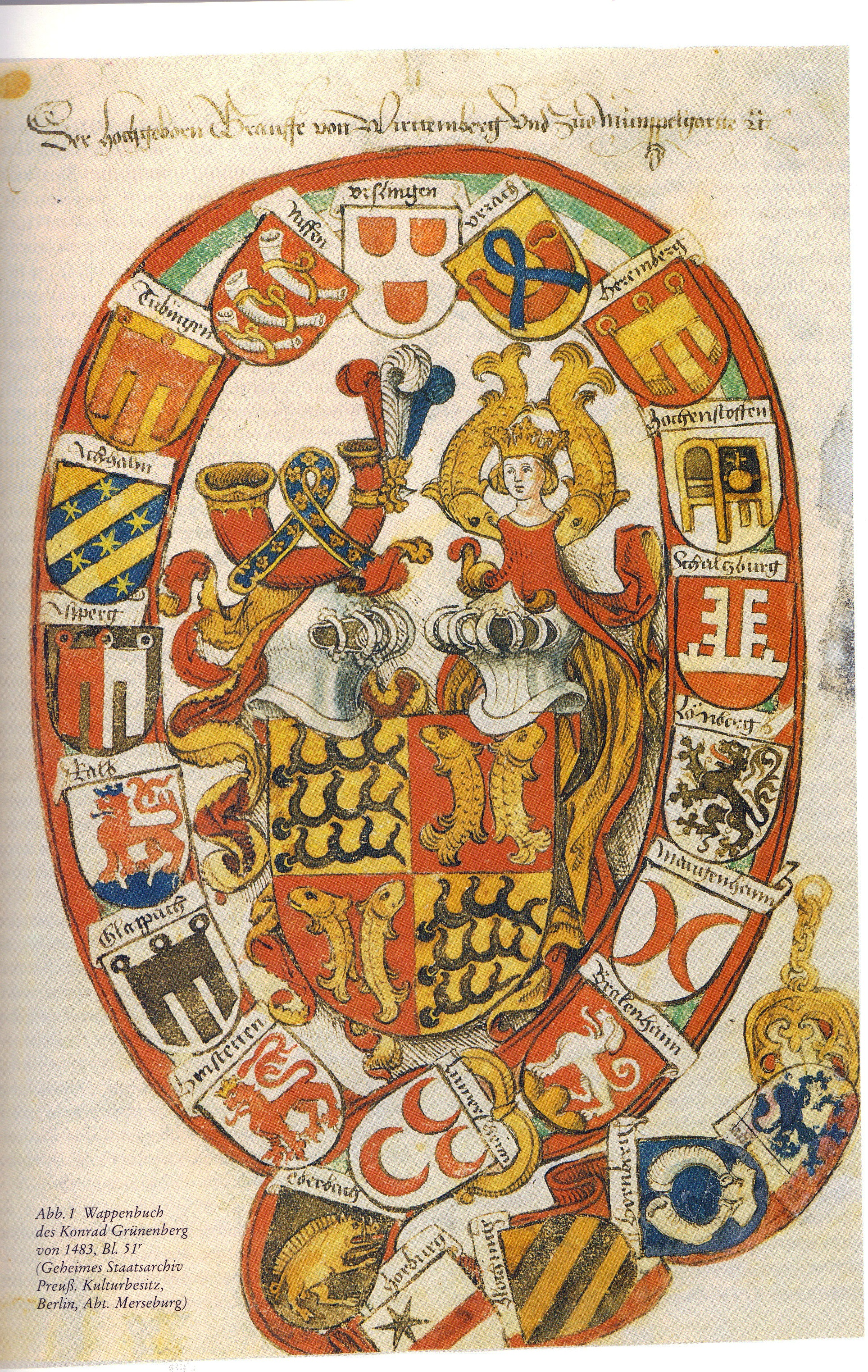
Wappenbuch des Conrad Grünenberg

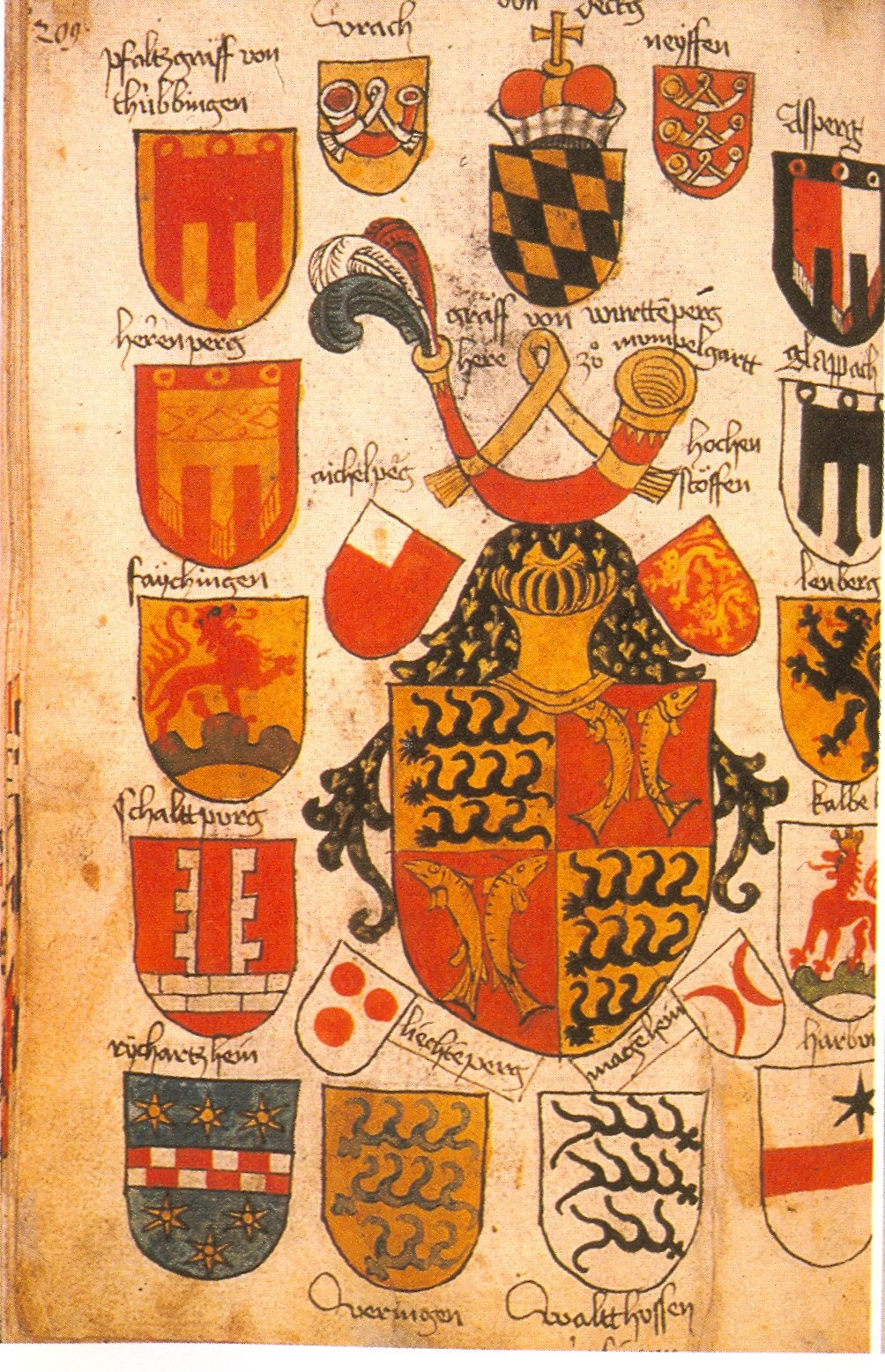
St. Galler Wappenbuch

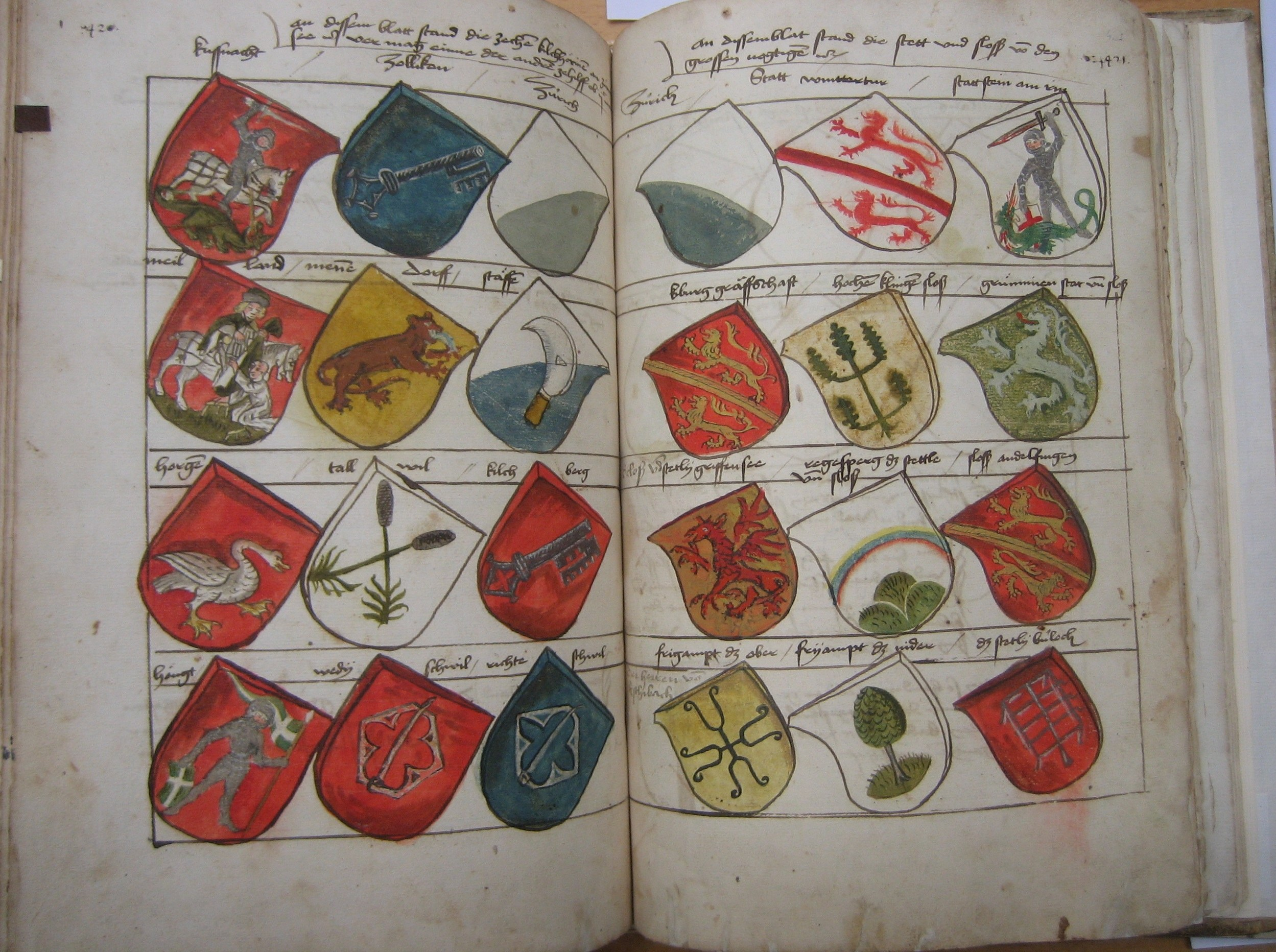
Seite aus Gerold Edlibachs Wappenbuch

Ein Wappenbuch ist eine Sammlung von Wappen in Buchform. Oft werden auch Wappenrollen wie die bekannte Zürcher Wappenrolle zu den Wappenbüchern gezählt, umgekehrt werden manche Wappenbücher auch „Wappenrolle“ genannt. Im Französischen und Englischen bezeichnet der Begriff armorial buch- und rollenförmige Wappensammlungen. Die Bezeichnung Wappenbücher hat sich vor allem aufgrund der Häufigkeit buchförmiger Wappensammlungen im deutschsprachigen Raum durchgesetzt, nicht aus inhaltlichen Gründen.

## Formen, Inhalte, Entstehung
Wappensammlungen in Form von Rollen und Büchern entstanden in Europa spätestens seit dem 13. Jahrhundert, zunächst als Handschriften, seit dem späten 15. Jahrhundert auch in gedruckter Form. Material waren Pergament, Papier oder bei Rollen auch Leinen, auf denen die Wappen gemalt wurden.
Die enthaltenen Wappen können bildlich darstellt und/oder sprachlich beschrieben (Blasonierung) sein. Handschriftliche Wappenbücher sind oft farbig gemalt, gedruckte hingegen stellen die Wappen oft unfarbig dar; die Farben können in diesen Fällen durch Buchstaben, Zeichen oder Schraffuren angedeutet werden, und viele Exemplare wurden von den jeweiligen Besitzern nachkoloriert. Auch deshalb können die Farben eines Wappens von Wappenbuch zu Wappenbuch und sogar von Exemplar zu Exemplar relativ häufig schwanken.
Wappenbücher konnten aus unterschiedlichen Gründen angelegt werden, oft mit dem Ziel, die Wappen von bestimmten Personen, Familien oder Institutionen gesammelt darzustellen, z. B. die Wappen aller Adeligen, Herrschaften und Städte einer bestimmten Region. Sogenannte „universelle“ Wappenbücher mit oft Tausenden Wappendarstellungen haben dabei den Anspruch, Wappen aus ganz Europa und darüber hinaus darzustellen.
Die Grenzen zwischen Wappenbüchern und anderen Quellengattungen ist dabei fließend; vor allem Werke, in denen größere Personengruppen mit ihren Wappen dargestellt werden (z. B. Turnierbücher, Lehenbücher, Zunftbücher, Nekrologe, Universitäts-Matrikel, Urkunden, Wandmalereien) werden in der Forschung als Wappensammlungen interpretiert, auch wenn der eigentliche Zweck der Werke in der Aufzählung der Personen (Turnierteilnehmer, Lehnsleute, Zunftmitglieder usw.) lag. Viele Chroniken des Mittelalters und der Neuzeit enthalten so viele Wappen, dass sie (oder Teile davon) ebenfalls als Wappenbuch gezählt werden. Auch wappengeschmückte Liederhandschriften wie der Codex Manesse werden als oft als Wappenbücher verstanden.

## Bedeutung
Wappenbücher sind eine der wichtigsten Quellen der Heraldik. Mittelalterliche Wappenbücher enthalten für viele Wappen die frühesten oder sogar einzigen farbigen Darstellungen. Häufiger als andere Wappendarstellungen enthalten Wappenbücher außerdem oft die Namen der Wappenträger und erlauben so die Identifikation derselben. Die Anordnung der Wappen (z. B. die Reihenfolge innerhalb des Werkes, die Gliederung in Abschnitte oder das mis-en-page) und ihre unterschiedliche Darstellung (z. B. Größe, Farbigkeit, Beizeichen) geben wichtige Hinweise auf die Beziehung zwischen den Wappenträgern, z. B. ihren sozialen Rang oder Herrschaftsverhältnisse. Zum Beispiel kann das Wappen eines Herrschers besonders groß und am Anfang eines Abschnitts dargestellt werden, die Wappen seiner Lehnsleute hingegen kleiner. Allerdings kann es auch sein, dass diese Darstellungen mehr Ausdruck der Vorstellungen des (oft anonymen) Kompilators des Wappenbuchs als der tatsächlichen Verhältnisse sind.
Wappenbücher der Neuzeit sind schon aufgrund der großen Zahl der Wappen ebenfalls wichtige Quellen sowohl für die Heraldik als auch Genealogie und Prosopographie.
Ein Vergleich verschiedener Wappenbücher kann Wappenwechsel, unterschiedliche Darstellungen des gleichen Wappen und allgemein die räumlich und zeitlich unterschiedlichen Stile der Wappendarstellung belegen.
In der Neuzeit wurden Wappensammlungen meist in Form gedruckter Bücher veröffentlicht. Oft hängen sie eng mit genealogischen Werken und Adelsmatrikeln zusammen. Im deutschen Sprachraum besonders einflussreich war und ist der ab Mitte des 19. Jahrhunderts gedruckte sogenannte „Neue Siebmacher“; im Rahmen dieses Werkes erschienen zahlreiche Einzelbände v. a. mit Familienwappen des Adels und des Bürgertums.

## Wappenbücher nach Entstehungszeit

### Wappenbücher des Mittelalters
Mittelalterliche Wappenbücher sind oft nur in einer einzigen Handschrift überliefert, die unter Umständen sehr viel jünger als das Wappenbuch selbst ist. Auch in der Forschung wird oft nicht zwischen dem Datum der Entstehung des jeweiligen Wappenbuchs und der Anfertigung der erhaltenen Handschrift unterschieden. Da die meisten Wappenbücher des Mittelalters anonym sind, herrschen Notnamen vor, die sich auf den Inhalt und/oder den Aufbewahrungsort der bzw. einer Handschrift beziehen; manche Werke haben mehrere Namen, manche Namen werden für unterschiedliche Wappenbücher verwendet, was zu Verwechselungen führen kann.
Die Zahl der mittelalterlichen Wappenbücher hängt stark von der zugrundegelegten Definition ab. Egon von Berchem, Donald Lindsay Galbreath, Otto Hupp haben 80 mittelalterliche Wappensammlungen (einschließlich einiger in Rollenform) aus dem Reichsgebiet erfasst. Hofman hat für Frankreich und das Reich 135 Handschriften von Wappenbüchern analysiert. Sicher ist, dass die meisten handschriftlichen Wappenbücher im 15. und 16. Jahrhundert entstanden.
Zu den umfangreichsten und/oder am weitestens verbreiteten Wappenbüchern aus dem Reichsgebiet gehören:
- Große Heidelberger Liederhandschrift (Codex Manesse), Ende 13. bis Anfang 14. Jahrhundert, Porttraitdarstellungen mit zahlreichen Wappen und Helmzierden.
- Wappenbuch Gelre, 14. Jahrhundert, von Claes Heinenzoon, genannt Gelre, ca. 1800 Wappen.
- Wappenbüchlein der Zunft zu Pfistern in Luzern von 1408, 5 Blatt mit 59 Zunftwappen.
- Wappenbuch der Chronik des Ulrich Richental, wohl in den 1430ern entstanden, erste Handschriften ab ca. 1460, teilweise über 1000 Wappen. Der Erstdruck (1483) der Chronik ist zugleich der älteste Druck eines Wappenbuchs.
- Scheiblersches Wappenbuch, älterer Teil 1450 bis 1480 mit 476 Wappen, jüngerer Teil 16. oder 17. Jahrhundert mit 148 Wappen.
- Hans Ingerams Wappenbuch (auch Ingeram-Codex), 1459, 280 Seiten mit etwa 1100 Wappen.
- Grünenberg-Wappenbuch, Wappenbuch des Conrad Grünenberg, 1483 fertiggestellt, rund 2000 Wappen. Es gilt als eines der wichtigsten Wappenbücher des Mittelalters. Mindestens neun Handschriften sind erhalten.[2]
- Wappenbuch der Gemeinden des Kantons Zürich, geschaffen von Gerold Edlibach in den späten 1480er-Jahren.
- Wappenbuch des Persevanten Jörg Rugen, um 1495/98, 317 Blätter mit ca. 3600 Wappen.

### Wappenbücher der Frühen Neuzeit (16.–18. Jahrhundert)
Neue Wappenbücher des 16.–18. Jahrhunderts wurden meist gedruckt, aber auch handschriftlich kopiert. Wichtige Werke aus dem Reichsgebiet sind:
- Wappenbuch des Reichsherolds Caspar Sturm.
- Virgil Solis’ Wappenbüchlein gedruckt ca. 1555.
- Jost Ammans Wappenbuch Insignia Sacrae Caesareae Majestatis, 1579.
- Martin Schrot: Wappenbuch des Heiligen Roemischen Reichs und allgemainer Christenheit in Europa, 1581.
- Johann Siebmacher veröffentlichte das Wappenbüchlein, Nürnberg 1596 und das Newe Wappenbuch 1605 (264 Tafeln) bzw. 1609 (164 Tafeln); bis 1806 wurden zahlreiche Nachfolgewerke und Ergänzungsbände aufgelegt.
- Hessisches Wappenbuch von Wilhelm Wessel, ab 1620
- Sammlung von Wappen verschiedener Civil-Staende von Nürnberg und anderen Orten, Tyroff, Nürnberg 1783–1787
- Konrad Tyroff und seine Nachkommen veröffentlichten ab 1791 verschiedene Wappenbücher.

### Werke des 19. Jahrhunderts
Im 19. Jahrhundert entstanden sehr viele, teils sehr umfangreiche Wappenbücher, die oft eng mit genealogischen Werken zusammenhängen oder identisch sind. Vor allem in der zweiten Hälfte des 19. Jahrhunderts wurden in Deutschland auch Wappen bürgerlicher Träger in großen Sammlungen zusammengestellt. Viele Wappenbücher dieser Zeit sind auf einen Staat oder eine Region bezogen, wobei man immer beachten muss, dass die politischen Grenzen häufig wechselten. Wichtige Werke aus dem deutschen Sprachraum sind:
- Konrad Tyroff und seine Familie erstellten im gesamten 19. Jahrhundert zahlreiche Wappenbücher, unter anderem:
  - Konrad Tyroff und Johann Andreas Tyroff: Wappenbuch des gesammten Adels des Königreichs Bayern, 26 Bände, Nürnberg 1818–1870.
  - J.A. Tyroff: Wappenbuch des gesammten Adels im Königreich Württemberg, 4 Bände, Nürnberg 1844–1850.
  - J.A. Tyroff: Wappenbuch der regierenden Monarchen Europas, Nürnberg 1846.
  - J.A. Tyroff: Wappenbuch des höheren Adels der deutschen Bundesstaaten, Nürnberg, 18 Bände, 1846–1865.
  - J.A. Tyroff: Wappenbuch der Königlichen, Großherzoglichen und Herzoglich Sächsischen Staaten, 14 Bände und Hauptregister, Nürnberg 1848–1870.
- Christian Samuel Theodor Bernd: Wappenbuch der Preussischen Rheinprovinz, 5 Bände, Bonn, 1835 und 1842
- J.G.L. Dorst: Allgemeines Wappenbuch enthaltend die Wappen aller Fürsten, Grafen, Barone, Edelleute, Städte, Stifter und Patrizier. Ein Hand- und Musterbuch usw. 2 Bände. Görlitz, G. Heinze/ Ottomar Vierling, 1843/1846.
- Julius Theodor Bagmihl: Pommersches Wappenbuch, 5 Bände, Stettin 1843–1855.
- Von 1854 bis 1967 erschienen über 100 Bände des sogenannten „Neuen Siebmachers“, der in Deutschland sehr einflussreich wurde.
- Carl Arvid von Klingspor: Baltisches Wappenbuch, Stockholm 1882.

### Werke des 20. Jahrhunderts
Viele Wappenbücher des 20. Jahrhunderts sind ähnlich aufgebaut wie die Vorgänger aus dem 19. Jahrhundert oder sogar direkte Fortsetzungen wie im Fall des „Neuen Siebmachers“. Mitte des 20. Jahrhunderts wurde die kommunale Heraldik wichtiger, sowohl private als auch offiziöse (von Behörden herausgegebene) Sammlungen entstanden. Lokale Wappenbücher wie das „Heidelberger Wappenbuch“ stellen die an einem Ort vorfindlichen Wappendarstellungen zusammen
- Max von Spießen: Wappenbuch des Westfälischen Adels, 2 Bände, Görlitz 1901–1903
- Otto Hupp: Deutsche Ortswappen (Sammelbilder der Firma Kaffee HAG mit über 3000 verschiedenen Gemeindewappen, erschienen 1913–18 und 1926–38).
- Klemens Stadler: Deutsche Wappen: Bundesrepublik Deutschland, 8 Bände, Bremen 1964–1972. [Fortsetzung von Hupps Ortswappen.]
- Alfred F. Wolfert: Aschaffenburger Wappenbuch, Aschaffenburg 1983.
- Herwig John und Martina Heine: Die Kreis- und Gemeindewappen im Regierungsbezirk Freiburg (= Kreis- und Gemeindewappen in Baden-Württemberg 3), Stuttgart 1989.
- Harald Drös: Heidelberger Wappenbuch. Wappen an Gebäuden und Grabmälern auf dem Heidelberger Schloß, in der Altstadt und in Handschuhsheim (= Buchreihe der Stadt Heidelberg 2), Heidelberg 1991.

### Werke des 21. Jahrhunderts
- Rolf Zobel, Wappen an Mittelrhein und Mosel, 2009

## Schlesische Wappenbücher
Für Schlesien liegen keine mittelalterlichen Wappenbücher vor. Es finden sich einige Familien aus dem schlesischen Uradel daher lediglich in den Sammlungen des Herolds Gelre und im Codex Von der Ersten. Die Reihe der schlesischen Wappenbücher setzt gegen Ende des 16. Jahrhunderts ein, wurde dann aber bis in die 1930er Jahre fortgesetzt, sodass insgesamt ein so reichliches Material vorhanden war bzw. noch immer ist wie für sonst kaum eine andere deutschsprachige Region.
Handschriften
- Scharffenbergsches Wappenbuch, um 1580 mit etwa 2200 Wappen sowie dessen acht bisher bekannte Teilkopien davon, um 1580 bis 1610 mit etwa 5500 Wappen.
- Codex Saurma, um 1590 bis 1620 mit etwa 2500 Wappen.
- Wappenbuch Paritius I, aus dem 17. Jahrhundert mit über 1000 Wappen. Die Sammlung gehörte zunächst Aloys Heinrich von Oberg, kam 1780 an Carl Ferdinand Hübner aus Strehlen, wurde am 17. Juli 1815 vom Breslauer Stadtrat Christian Friedrich Paritius erworben und gelangte schließlich nach dessen Tod in den Bestand der Breslauer Stadtbibliothek (Signatur R 2814) (online).
- Wappenbuch Paritius II, aus dem 17. Jahrhundert mit 1025 Wappen. Die Sammlung wurde am 12. Dezember 1820 vom Breslauer Stadtrat Christian Friedrich Paritius erworben, gelangte nach dessen Tod in den Bestand der Breslauer Stadtbibliothek (Signatur R 2815) und kam nach dem Zweiten Weltkrieg in die nun polnische Universitätsbibliothek in Breslau (online).
- Wappenbuch Paritius III, aus dem 17. Jahrhundert. Die Sammlung gehörte dem Breslauer Stadtrat Christian Friedrich Paritius und gelangte nach dessen Tod in den Bestand der Breslauer Stadtbibliothek (Signatur R 2936 und 2937). Sie umfasste 51 und 45 Blätter mit handgemalten Wappen aus Stammbüchern.
- Wappenbuch Krieger, aus dem 17. Jahrhundert mit 944 Wappen auf 59 Blättern. Die Sammlung wurde etwa 1815 vom Breslauer Stadtrat Christian Friedrich Paritius erworben und von ihn um einen Namensindex ergänzt. Nach dessen Tod gelangte das Buch in den Besitz der Breslauer Glockengießerfamilie Krieger. Bis 1910 gehörte es Friedrich Krieger, Hauptmann a. D., in Beschine im Kreis Wohlau. Der spätere Verbleib ist unbekannt.
- Wappenbuch Köckritz, aus dem 17. Jahrhundert mit 2184 Wappen, wovon sehr viele direkt von Epitaphien abgezeichnet waren. Die Sammlung gehörte in den 1830er Jahren dem Maler Georg Friedrich Raschke aus Glogau und befand sich 1885 im Besitz von Diepold von Köckritz auf Mondschütz im Kreis Wohlau. Der spätere Verbleib ist unbekannt.
- Wappenbuch Löwenheim, aus dem 17. Jahrhundert. Die Sammlung mit ihren handgemalten Wappen aus Stammbüchern gehörte Ernst Samuel Sachs von Löwenheim (1720–1799) auf Marschwitz, wurde aus dessen Nachlass vom British Museum ersteigert und befindet sich seit 1973 im Bestand der British Library (Handschriftensammlung, Signatur Add MS 19476).
- Hannoversche Wappensammlung („der bekanntesten und besonders Schlesischer Geschlechter“), aus dem 17. und 18. Jahrhundert mit 4543 Wappen. Sie befand sich im Besitz des hannoverschen Archivars und Genealogen Heinrich Schädtler (1781–1820), dessen umfangreiche Bibliothek zu einem großen Teil von Prinz Adolph Friedrich von Großbritannien, 1. Duke of Cambridge, erworben wurde, und der sie an die spätere Niedersächsische Landesbibliothek (Handschriftensammlung, Signatur 652) weiterverschenkte.

Druckwerke
- Alter Siebmacher (unter verschiedenen Titeln veröffentlicht, hier jeweils in der Rubrik Schlesien im Teil I (1605), Tafel 50–76 (online); Teil II (1609), Tafel 47–53 (online); Teil III (1656), Tafel 92–94 (online); Teil V (1665), Tafel 70–75 (online)) mit insgesamt 605 Wappen.
- Neuer Siebmacher (Konrad Blažek: Die Wappen des schlesischen Adels. J. Siebmacher’s grosses und allgemeines Wappenbuch. Bd. 17. Neustadt an der Aisch 1977 (Reprograph. Nachdr. von Siebmacher's Wappenbuch: IV. Bd., 11. Abt. (Österreichisch-Schlesien) (online)). Nürnberg 1885. VI. Bd., 8. Abt. (abgestorbener Adel, Preußisch-Schlesien). Teil 1 (online). Nürnberg 1887. Teil 2 (online). Nürnberg 1890. Teil 3 (online). Nürnberg 1894) mit insgesamt 3410 Wappen.
- Leonhard Dorst: Schlesisches Wappenbuch oder die Wappen des Adels im Souverainen Herzogthum Schlesien, der Grafschaft Glatz und der Oberlausitz. Görlitz 1847 (online), mit 607 Wappen.
- Albert Frhr. v. Krane: Wappen- und Handbuch des in Schlesien (einschließlich der Oberlausitz) landgesessenen Adels. Görlitz 1901–1904 (online), mit 488 Wappen.
- Alfred Schellenberg: Schlesisches Wappenbuch. Bd. 1 (Bücherei deutscher Wappen und Hausmarken in Städten und Landschaften 2). Görlitz 1938 (online), mit 1052 Wappen.